# Михајлов (Сњина)
Михајлов (слч. Michajlov) насељено је мјесто са административним статусом сеоске општине (слч. obec) у округу Сњина, у Прешовском крају, Словачка Република.

## Становништво
| Година:    | 1994. | 2004.   | 2014.    | 2024.    |
| ---------- | ----- | ------- | -------- | -------- |
| Број људи: | 122   | 112     | 96       | 81       |
| Разлика:   |       | -8,19 % | -14,28 % | -15,62 % |

| Година:    | 2023. | 2024.   |
| ---------- | ----- | ------- |
| Број људи: | 83    | 81      |
| Разлика:   |       | -2,40 % |

Према подацима о броју становника из 2024. године насеље је имало 81 становника.